# Openbravo
Openbravo es en la actualidad un proveedor global de software en la nube, especializado en soluciones para el sector minorista, conocido anteriormente como fabricante de una solución ERP horizontal en software libre para distintos sectores. La empresa es responsable hoy del desarrollo de una plataforma SaaS de comercio unificado en la nube, Openbravo Commerce Cloud. La oficina central de Openbravo está en Pamplona, España. Openbravo también tiene oficinas en Barcelona y Lille, París.

## Historia
Los orígenes de Openbravo se encuentran en el desarrollo de soluciones para la gestión del negocio, inicialmente por parte de dos empleados de la Universidad de Navarra, Nicolás Serrano e Ismael Ciordia. Ambos participaron a mediados de los 90s en la gestión de la universidad. Ellos usaron tecnologías emergentes de internet durante el desarrollo de su trabajo, e introdujeron un nuevo enfoque para las aplicaciones web. Su visión se concretó en una nueva empresa llamada Tecnicia, fundada en agosto de 2001 por Serrano, Ciordia, y Aguinaga. En 2005, dos consultores de gestión, Manel Sarasa y Josep Mitjá, fueron consultados por una empresa de capital riesgo para evaluar Tecnicia y preparar un plan de negocio para su evolución. En 2006, ambos consultores se unieron a Tecnicia como CEO y COO respectivamente. Aproximadamente en el mismo periodo, la empresa de inversión española Sodena, invirtió 6.4 millones de dólares en el desarrollo futuro de la empresa.
En 2006 la compañía es renombrada como Openbravo y su primer producto lanzado es Openbravo ERP. El código fue publicado en abril del mismo año. En 2007 la empresa anunció la adquisición de LibrePOS, una solución de terminal de punto de venta (TPV o POS) de tipo Java para los negocios minorista y de restauración. LibrePOS se renombró como Openbravo POS (u Openbravo Java POS). En mayo del 2008 Openbravo atrajo a tres nuevos inversores, Amadeus (Reino Unido), GIMV (Bélgina) y Adara (España) para una segunda ronda de financiación resultando en total 12.5 millones de dólares. Esta inversión situó a Openbravo como una de las empresas líderes en software libre con recursos importantes para el desarrollo de sus productos y servicios.
En julio de 2012, Openbravo lanza su solución para el sector minorista (Openbravo for Retail), una solución vertical que incluye Openbravo Web POS, una nueva solución de punto de venta que sustituyó al anterior Openbravo Java POS POS. Openbravo Web POS es una solución POS web, móvil y de diseño adaptativo.
En marzo de 2014, Openbravo ERP es renombrado como la Plataforma ERP de Openbravo y Openbravo for Retail por la Plataforma de Comercio de Openbravo.
En mayo de 2015, la Plataforma de Comercio y la Plataforma ERP son renombradas por la Suite de Comercio y la Suite de Negocio. Openbravo anuncia su foco estratégico en la industria minorista. Openbravo también lanza su solución para la gestión de suscripciones y facturación recurrente, una solución especializada para soportar modelos de ingresos basados en transacciones recurrentes.
En febrero de 2016, Openbravo lanza su oferta cloud, Openbravo Cloud, e inicia la comercialización de su producto Openbravo Commerce Cloud, una plataforma omnicanal móvil y en la nube para cadenas de retail y restaurantes de tamaño medio a grande.
En 2018 la compañía certifica un conector con SAP para facilitar la integración de su plataforma omnicanal con clientes que utilizan SAP como sistema central corporativo.
En noviembre de 2022, Openbravo pasa a formar parte del grupo francés DL Software, hoy Orisha. Como resultado Openbravo se convierte en Orisha | Openbravo desde octubre de 2023. 
 En 2024, culmina su proceso de integración en Orisha, y pasa a formar parte de Orisha Commerce.

## Negocio y mercados
Openbravo se dirige hoy a cadenas retail de tamaño medio a grande que buscan una nueva plataforma para la gestión de sus operaciones de comercio unificado.

## Producto Actual
Openbravo distribuye en la actualidad Openbravo Commerce Cloud, una plataforma SaaS en la nube para comercio unificado dirigida a cadenas retail. La funcionalidad ofrecida por la plataforma cubre desde procesos front a backoffice para la integración de todos los canales de venta. Funcionalidades como un punto de venta web y móvil, un motor OMS integrado, funcionalidades CRM&Clienteling o gestión móvil de inventario en tiendas y almacenes entre otras. La compañía ofrece además conectores con soluciones externas, de tipo ERP, eCommerce pagos y otros.
La plataforma de Openbravo se distribuye bajo un modelo de suscripción anual, basado principalmente en el número de usuarios backoffice concurrentes y número de puntos de venta (POS o TPV) suscritos. Costes adicionales pueden existir por la suscripción a funcionalidad comercial adicional como conectores con sistemas externos.

## Productos Anteriores (discontinuados)
Desde su aparición en el mercado en 2006, Openbravo ha lanzado distintos productos que muestran su evolución hasta la actualidad. La siguiente información se muestra únicamente a modo de histórico, ya que todos estos productos dejaron de ser ofrecidos.

### Plataforma ERP de Openbravo
La Plataforma ERP de Openbravo es una ERP basada en aplicación web como solución de negocio para la Pequeña y mediana empresa liberado bajo la licencia Openbravo Public License, basada en la Mozilla Public License.El modelo para el programa fue orignalmente basado en el programa ERP Compiere que también es de código abierto, liberado bajo la licencia GNU General Public License versión 2. El programa se encontraba entre los diez proyectos más activos de Sourceforge en enero de 2008.
Usando Openbravo, Organizaciones ERP pueden automatizar y registrar los procesos de negocio más comunes. Los procesos siguientes son compatibles: Ventas, Compras, Fabricación, Proyectos, Finanzas, MRP y mucho más. Numerosas extensiones funcionales comerciales están disponibles en la Openbravo Exchange que pueden ser adquiridos por los usuarios de la versión Professional Subscription de Openbravo ERP. Esta versión de pago ofrece funciones adicionales en comparación con la Edición para Comunidades gratuita (tales como: herramientas integradas de administración, herramienta no técnica de actualizaciones y mejoras, el acceso a Openbravo Exchange y un Acuerdo de nivel de servicio). Una característica de la aplicación Openbravo ERP es la interfaz web verde a través de la cual los usuarios pueden mantener los datos de la empresa en un navegador web en su PC. Openbravo también puede crear y exportar informes y datos a varios formatos, tales como PDF y Microsoft Excel.
La arquitectura de Openbravo basado en Java se centra en dos modelos de desarrollo:
- Ingeniería orientada a modelos, en la que los desarrolladores describen la aplicación en términos de modelos en lugar de código
- Modelo vista controlador, un patrón de diseño bien establecido en la cual se mantienen la lógica de presentación y la lógica de negocios aislados.

Estos dos modelos permiten la integración con otros programas con una sencilla interfaz Debido a la aplicación de las normas de Openbravo ERP de código abierto se puede integrar con otras aplicaciones de código abierto como Magento, una tienda en línea, Pentaho Business Intelligence, ProcessMaker BPM, Liferay Portal and SugarCRM

### Openbravo Java POS

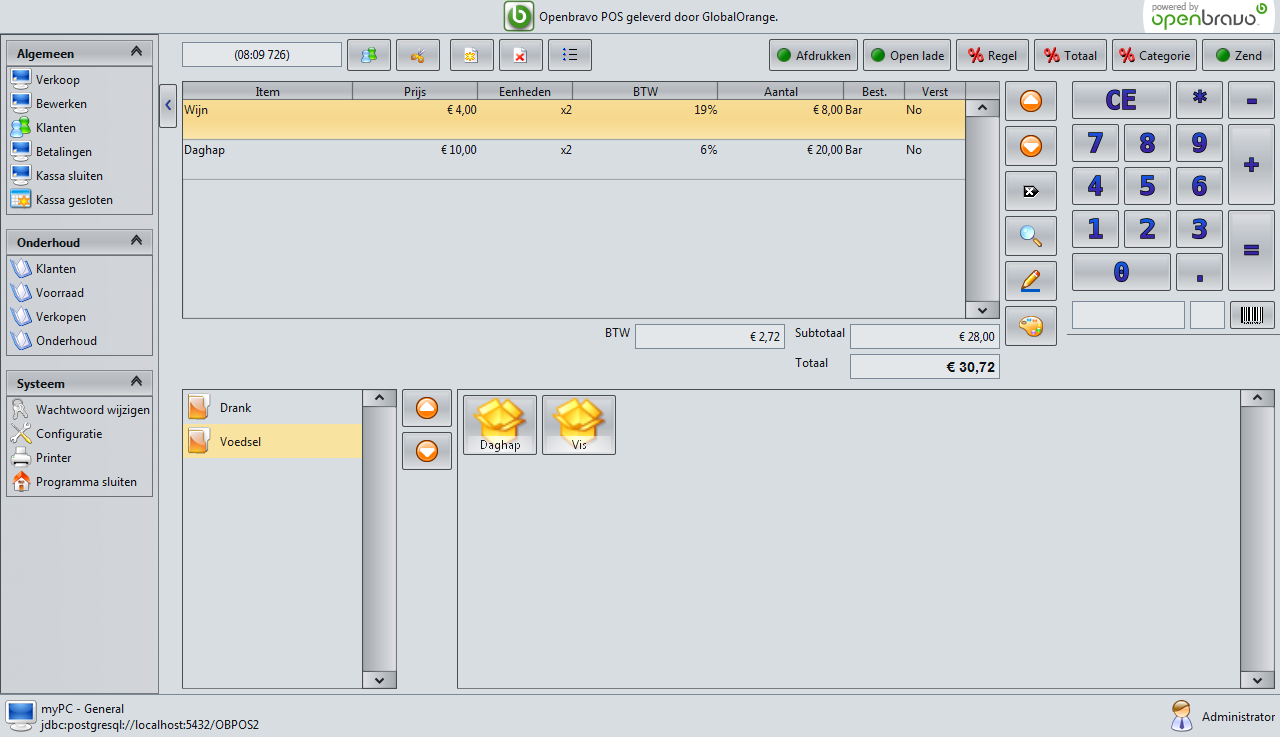
Interfaz de Openbravo POS

Openbravo Java POS (Point-of-Sale en inglés) es un punto de venta basado en una aplicación web para las empresas comerciales y de hostelería. La aplicación comenzó llamándose TinaPOS pero por razones legales fue renombrada a LibrePOS. En 2007 LibrePOS fue adquirido por Openbravo y es conocido por su actual nombre. El programa está completamente integrado con la aplicación ERP de Openbravo. A través de esta integración, es posible actualizar los niveles de existencias, los diarios financieros y los datos del cliente directamente en la base de datos central cuando las ventas de un Punto de venta (POS) se ejecuta en las tiendas.

### Suite de Negocio de Openbravo
La Suite de Negocio de Openbravo se lanzó en mayo del 2015, sustituyendo a la anterior Plataforma ERP. Se trata de una solución de gestión global construida sobre la plataforma tecnológica de Openbravo, incluyendo funcionalidad horizontal ERP, CRM y BI para distintas industrias.

### Suite de Comercio de Openbravo
La Suite de Comercio es la solución de Openbravo para minoristas. Se trata de una solución multicanal de gestión del negocio que incluye una solución de punto de venta web y móvil, con diseño adaptativo (Openbravo Web POS) soportada por una completa funcionalidad backoffice para la gestión de mercancías, gestión de cadena de suministro y gestión financiera.

### Gestión de suscripciones y facturación recurrente
Solución comercial para empresas con modelos de ingresos basados en facturación recurrente, incluyendo desde la definición de precios hasta el reconocimiento automático de ingreso y contabilidad.

## Críticas
Nota: se mantiene esta información como histórico. Openbravo Network fue el nombre de la primera versión profesional lanzada en 2007, que incluía el software y una serie de servicios. En la actualidad se trata de las ediciones comerciales, Professional o Enterprise.
Algunos miembros de la comunidad han criticado tanto la estructura de su desarrollo afirmando que Openbravo se aprovecha del desarrollo de la comunidad, pero no aporta nada a la misma. También afirman que los desarrolladores de Openbravo piden que teniendo en cuenta el esfuerzo de los programadores no se compartan los módulos (módulos con licencias libres, MPL y similares) sino que se suscriban a Openbravo Network, generando una mentalidad de piratería que no es concebible en las comunidades libres u open source:
Traducción libre:
«Los enlaces de este apunte apuntan a paquetes de mantenimiento que van dirigidos únicamente a subscriptores de Openbravo Network. Su publicación no autorizada va contra la intención de la gente que realiza mucho esfuerzo en producirlos. Sentimos que nuestra comunidad fiel que respeta este trabajo debería abstenerse de descargar este software.[...]»